# Annette Bulfon
Annette Bulfon (* 12. Mai 1966 in Heidelberg) ist eine bayerische Politikerin (FDP).

## Leben
Bulfon promovierte in klinischer Chemie an der Ludwig-Maximilians-Universität München und arbeitete vor ihrem Einzug in den Landtag als Apothekerin. Sie ist verheiratet und Mutter von vier Kindern.

## Öffentliche Ämter
Bei der Bayerischen Landtagswahl am 28. September 2008 stand Bulfon auf Listenplatz 17 als Erststimmkandidatin für den Stimmkreis München-Altstadt-Hadern und Zweitstimmkandidatin für den Wahlkreis Oberbayern.
Sie erzielte das beste FDP Erststimmergebnis der acht Münchner Stimmkreise. Nach Gesamtstimmen wurde sie auf Platz 3 vorgewählt ("vorgehäufelt") und war damit, "Häufelkönigin" der FDP. Die ersten sieben im Wahlkreis Oberbayern zogen in den Landtag ein; damit auch Bulfon.
Nach der Wahl bildete sich eine schwarz-gelbe Koalition unter Horst Seehofer (Kabinett Seehofer I).
Bulfon war im Landtag stellvertretende Vorsitzende des Ausschusses für Bundes- und Europaangelegenheiten und Mitglied des Ausschusses für Hochschule, Forschung und Kultur.
Nachdem die FDP bei der Landtagswahl in Bayern 2013 die Fünf-Prozent-Hürde nicht überwinden konnte, schied sie aus dem Landtag aus.